# Ancistranthus harpochiloides
Ancistranthus harpochiloides är en akantusväxtart som först beskrevs av August Heinrich Rudolf Grisebach, och fick sitt nu gällande namn av Gustav Lindau. Ancistranthus harpochiloides ingår i släktet Ancistranthus och familjen akantusväxter. Inga underarter finns listade i Catalogue of Life.